# 绝色25周年世界巡回演唱会
《絕色25周年世界巡迴演唱會》（英語：The Ultimate Karen Mok Show），是香港女歌手莫文蔚第七次巡迴個唱，為紀念其出道25週年。2019年5月27日在新加坡記者會上，莫文蔚宣佈往後將不再舉辦大型巡演，絕色莫文蔚世界巡迴演唱會將會是最後一次；其消息在28日登上新浪微博熱搜第一名。

「絕色莫文蔚25周年世界巡迴演唱會」一共舉行了48場，為當時香港女歌手單輪巡演場次第二最高；亦是當時十大華語女歌手單輪巡演最高場次之一。

## 演唱會發佈會
| 日期          | 地點   | 記者會                                     |
| 2018年1月23日 | 上海   | 《絕色莫文蔚世界巡迴演唱會啟動儀式發布會》 |
| 2018年8月16日 | 台北   | 《絕色莫文蔚世界巡迴演唱會 - 台北站》      |
| 2019年5月27日 | 新加坡 | 《絕色莫文蔚世界巡迴演唱會 - 新加坡站》    |
| 2021年4月24日 | 香港   | 《絕色莫文蔚世界巡迴演唱會 - 香港站》      |

## 2018-2021《絕色25周年世界巡迴演唱會》 (48場)
| 場次       | 日期       | 國家／地區 | 城市       | 場館                     | 備註                                                                                                  | 觀看人次   |
| 2018年     | 2018年     | 2018年     | 2018年     | 2018年                   | 2018年                                                                                                | 2018年     |
| ---------- | ---------- | ---------- | ---------- | ------------------------ | --- | ---------- |
| 1          | 6月23日    | 中国       | 上海       | 虹口足球場               | 該場館女歌手入場觀眾人數之最                                                                          | 28000+     |
| 2          | 7月7日     | 中国       | 南寧       | 广西体育中心             | | 6000       |
| 3          | 7月14日    | 中国       | 深圳       | 深圳灣體育中心           | 全場爆滿                                                                                              | 10000      |
| 4          | 7月21日    | 澳門       | 澳門       | 金光綜藝館               | 全場爆滿                                                                                              | 7000+      |
| 5          | 8月4日     | 中国       | 瀋陽       | 铁西体育场               | 首位女歌手於此場地舉行演唱會                                                                          | 22000+     |
| 6          | 8月11日    | 中国       | 武漢       | 武汉光谷国际网球中心     | 首位女歌手於此場地舉行演唱會                                                                          | 8000+      |
| 7          | 8月25日    | 中国       | 南京       | 南京五台山體育中心       | | 21000+     |
| 8          | 9月1日     | 中国       | 長沙       | 湖南國際會展中心         | | 7000       |
| 9          | 9月8日     | 中国       | 貴陽       | 貴陽奧體中心             | 首位香港女歌手於此場地舉行演唱會                                                                      | 23000      |
| 10         | 9月22日    | 中国       | 北京       | 北京工人體育場           | | 40000      |
| 11         | 10月27日   | 中国       | 重慶       | 重庆国际博览中心         | | 9000       |
| 12         | 11月3日    | 中国       | 大連       | 大連體育中心             | | 7500       |
| 13         | 11月10日   | 中国       | 蘇州       | 蘇州奧林匹克體育中心     | 首位歌手於此場地舉行演唱會                                                                            | 28000      |
| 14         | 11月24日   | 中国       | 泉州       | 泉州海峽體育館           | | 20000      |
| 15         | 12月1日    | 中国       | 成都       | 五粮液成都演艺中心       | | 9000       |
| 16         | 12月22日   | 臺灣       | 台北       | 台北小巨蛋               | 首位香港女歌手四度開唱、開放包廂區售票                                                                | 11000      |
| 2019年     |            |            |            |                          | |            |
| 17         | 3月30日    | 中国       | 天津       | 天津體育館               | | 7000+      |
| 18         | 4月6日     | 中国       | 青島       | 國信體育館               | 首位女歌手於此場地二度舉行演唱會                                                                      | 7500       |
| 19         | 4月27日    | 中国       | 海口       | 五源河体育场             | 首位女歌手於海南及此場地舉行演唱會                                                                    | 30000+     |
| 20         | 5月4日     | 中国       | 蘭州       | 安宁中央商务区(廣場)     | 20年來首位到蘭州開演唱會的女歌手                                                                      | 15000+     |
| 21         | 5月11日    | 中国       | 廣州       | 海心沙亞運公園           | | 6000       |
| 22         | 5月25日    | 中国       | 常州       | 常州奧林匹克體育中心     | 首位香港女歌手於此場地舉行演唱會                                                                      | 20000+     |
| 23         | 6月1日     | 中国       | 杭州       | 黃龍體育中心體育場       | 全場爆滿                                                                                              | 30000+     |
| 24         | 6月15日    | 新加坡     | 新加坡     | 新加坡室內體育館         | | 6000+      |
| 25         | 7月13日    | 中国       | 寧波       | 富邦體育場               | 第100場個人售票演唱會                                                                                 | 20000+     |
| 26         | 7月20日    | 中国       | 福州       | 海峽奧林匹克體育中心     | 首位香港女歌手於此場地舉行演唱會                                                                      | 20000      |
| 27         | 8月3日     | 中国       | 合肥       | 合肥奧體中心             | 首位香港女歌手於此場地舉行演唱會                                                                      | 25000      |
| 28         | 8月17日    | 中国       | 臨沂       | 臨沂大學體育場           | 首位女歌手於臨沂及此場地舉行演唱會                                                                    | 20000      |
| 29         | 8月24日    | 中国       | 恩施       | 恩施運動中心體育場       | 首位歌手於恩施及此場地舉行演唱會                                                                      | 20000      |
| 30         | 8月30日    | 中国       | 哈爾濱     | 哈爾濱國際會展中心體育場 | 首位香港女歌手於此場地舉行演唱會                                                                      | 15000+     |
| 31         | 9月12日    | 法國       | 巴黎       | 女神遊樂廳               | 首位華人歌手於此場地舉行演唱會                                                                        | 1600       |
| 32         | 9月15日    | 英国       | 倫敦       | 倫敦守護神劇院           | 首位香港女歌手於此場地舉行演唱會                                                                      | 2200       |
| 33         | 10月3日    | 日本       | 東京       | 東京巨蛋城表演廳         | 首位香港女歌手於此場地舉行演唱會                                                                      | 3000       |
| 34         | 10月12日   | 中国       | 拉薩       | 拉薩市群眾文化體育中心   | 首位女歌手於拉薩舉行演唱會 :全世界海拔最高的萬人演唱會                                                | 12000+     |
| 35         | 10月19日   | 中国       | 咸陽       | 咸陽奧體中心體育場       | 首位女歌手於此場地舉行演唱會                                                                          | 37000+     |
| 36         | 10月27日   |            | 悉尼       | 星港城賭場               | | 2500+      |
| 37         | 11月16日   | 中国       | 嘉興       | 嘉兴市体育场             | 首位香港女歌手於此場地舉行演唱會                                                                      | 15000+     |
| 38         | 11月24日   | 中国       | 北京       | 凱迪拉克中心             | | 11000+     |
| 39         | 11月30日   | 马来西亚   | 吉隆坡     | 亞通體育館               | 首次在马来西亚举行演唱会                                                                              | 8000+      |
| 40         | 12月7日    | 臺灣       | 台北       | 台北小巨蛋               | 首位於小巨蛋五度開唱的香港女歌手 總場數合共6場，香港女歌手之冠 首位舉行兩場完全不同歌單演唱會的女歌手 | 11000+     |
| 41         | 12月8日    | 臺灣       | 台北       | 台北小巨蛋               | 首位於小巨蛋五度開唱的香港女歌手 總場數合共6場，香港女歌手之冠 首位舉行兩場完全不同歌單演唱會的女歌手 | 10000+     |
| 42         | 12月14日   | 中国       | 金華       | 金華體育中心體育場       | 首位香港女歌手於此場地舉行演唱會                                                                      | 18000+     |
| 43         | 12月21日   | 中国       | 上海       | 梅賽德斯奔馳文化中心     | 單場3面台最高人數紀錄，達12000餘人                                                                    | 12364      |
| 44         | 12月22日   | 中国       | 上海       | 梅賽德斯奔馳文化中心     | | 12000      |
| 45         | 12月31日   | 中国       | 昆明       | 新亚洲体育城             | 首次跨年演唱會                                                                                        | 16000      |
| 2021年     |            |            |            |                          | |            |
| 46         | 6月11日    | 香港       | 香港       | 香港體育館               | | 6000       |
| 47         | 6月12日    | 香港       | 香港       | 香港體育館               | | 6000       |
| 48         | 6月13日    | 香港       | 香港       | 香港體育館               | | 6500       |
| 總觀看人次 | 總觀看人次 | 總觀看人次 | 總觀看人次 | 總觀看人次               | 總觀看人次                                                                                            | 约607,000+ |

## 嘉賓
| 日期           | 國家/地區 | 城市 | 嘉賓           | 表演歌曲                                                                 |
| -------------- | --------- | ---- | -------------- | ------------------------------------------------------------------------ |
| 2018年10月27日 | 中国      | 重慶 | 華晨宇         | 合唱《半生緣（我們在這裡相遇）》                                         |
| 2018年12月22日 | 臺灣      | 台北 | 林俊傑         | 合唱《心領神會》、《偉大的渺小》                                         |
| 2019年11月24日 | 中国      | 北京 | 齊秦           | 合唱《可惜了》、《外面的世界》                                           |
| 2019年12月7日  | 臺灣      | 台北 | 周興哲         | 合唱《可惜了》、《慢慢喜歡你》                                           |
| 2019年12月8日  | 臺灣      | 台北 | J.Sheon 吳宗憲 | 合唱《愛死你》、《那麼愛你為什麼》 合唱《廣島之戀》                      |
| 2019年12月21日 | 中国      | 上海 | 吳青峰         | 合唱《看看》、《無與倫比的美麗》                                         |
| 2019年12月22日 | 中国      | 上海 | 林宥嘉         | 合唱《時間裏的飛人》、《天真有邪》                                       |
| 2021年6月11日  | 香港      | 香港 | 張敬軒         | 合唱《世間始終你好》、《心仍是冷》、《只怕不再遇上》                     |
| 2021年6月12日  | 香港      | 香港 | 林子祥         | 合唱《我愛你》、《零時十分》、《追憶》、《最愛是誰》、《分分鐘需要你》   |
| 2021年6月13日  | 香港      | 香港 | 李克勤 張學友  | 合唱《回首/ 原來......沒可能》 合唱 《望月》、《Medley: 張學友經曲歌曲》 |

## 演唱曲目
Act 1
1. 如初之光
2. 娘娘駕到
3. 打起手鼓唱起歌
4. 中場沒有休息
5. 愛我的請舉手

Act 2
1. 十二樓
2. 雙城故事
3. 陰天
4. 寂寞的戀人啊

Act 3
1. 完美孤獨
2. 洗澡時唱的歌

Act 4
1. 頭號粉絲
2. 慢慢喜歡你
3. I Do
4. 執子之手
5. 當你老了
6. 外面的世界

Act 5
1. 越夜越美麗
2. The Way You Make Me Feel
3. 絕
4. 黑貓警長

Act 6
1. 半生緣（我們在這裡相遇）
2. 他不愛我
3. 話題
4. 愛
5. 如果沒有你
6. 廣島之戀

過場 - 武術表演
Act 7
1. 一生所愛
2. 陸小鳳

大鼓表演
Act 8
1. 半個月亮爬上來
2. 青山在
3. 愛自己 / Love Yourself

安可
1. 盛夏的果實
2. 沒時間
3. 消滅
4. 實況轉播
5. 堅強的理由
6. DIVA
7. AM PM
8. 不要愛我
9. 看看
10. 兩個女孩
11. 看透
12. 寶貝
13. 不散不見
14. 黑雨
15. 午夜前十分鐘
16. 其實我一直都想對你說
17. Wicked Game
18. 開水與白麵包
19. 那麼愛你為什麼
20. 電台情歌
21. 愛情
22. 鑽石
23. 單人房雙人床
24. 你給我多少時間
25. 境外
26. 真的嗎
27. 心領神會+偉大的渺小（與林俊傑合唱）
28. 忽然之間

Act 1
1. 電台情歌
2. 忽然東風
3. 消滅
4. 沒時間

Act 2
1. 可惜了（與周興哲合唱）
2. 雙城故事
3. 午夜前的十分鐘
4. 完美孤獨

Act 3
1. Close to You
2. Let's Fall In Love
3. 真的嗎
4. 愛情
5. 不散,不見
6. 如果沒有你

Act 4
1. 獨一 / 無二
2. 風從哪裡來
3. 日場夜場
4. 實況轉播

Act 5
1. 看看
2. 不要愛我
3. 看透
4. 其實我一直都想對你說
5. 安可

Act 6
1. 一生所愛
2. 情與義

Act 7
1. 半個月亮爬上來
2. 青山在
3. 愛自己 / Love Yourself

安可
1. 盛夏的果實
2. 一切安好
3. 兩個女孩
4. Goodbye
5. 飛
6. 寶貝
7. 愛
8. 忽然之間

Act 1
1. 如初之光
2. 娘娘駕到
3. 打起手鼓唱起歌
4. 中場沒有休息
5. 愛我的請舉手

Act 2
1. 十二樓
2. 雙城故事
3. 陰天
4. 寂寞的戀人啊

Act 3
1. 洗澡時唱的歌
2. 頭號粉絲

Act 4
1. 慢慢喜歡你
2. I Do
3. 執子之手
4. 當你老了
5. 外面的世界

Act 5
1. 越夜越美麗
2. The way you make me feel
3. 絕
4. 黑貓警長

Act 6
1. 半生緣（我們在這裡相遇）
2. 他不愛我
3. 單人房雙人床
4. 你給我多少時間
5. 境外

Act 7
1. Wicked game
2. Diva
3. 愛死你 （與 J.Sheon 合唱）
4. 那麼愛你為什麼 （與 J.Sheon 合唱）
5. I Will Be Fine

安可1
1. 廣島之戀（與 吳宗憲 合唱）
2. 堅強的理由
3. 電台情歌
4. 安可
5. Stardust
6. 忽然之間

安可2
1. 盛夏的果實

Act 1
1. 婦女新知
2. 婦女新知2021

過場
婦女新知電視節目 + Dancers跳Aerobic （和音唱最高分數）
Act 2
1. 色情男女
2. 冷雨
3. 陰天
4. 初戀
5. 洗澡歌
6. 頭號粉絲

Act 3
1. 慢慢喜歡你
2. 戀一世的愛（半首）
3. 愛情
4. 當你老了
5. 忽然之間

Act 4
1. 這等待眼睛
2. The Way You Make Me Feel
3. 絕
4. 潮濕

Act 5
1. 因一個人而流出一滴淚
2. 他不愛我
3. 那麼愛你為什麼
4. 愛
5. 如果沒有你
6. 廣島之戀

Act 6
1. 一生所愛
2. 陸小鳳

Act 7
1. DIVA
2. 幻聽
3. 扇子舞

安可
1. 呼吸有害
2. 只怕不再遇上 + 心仍是冷 + 世間始終你好 （與 張敬軒 合唱）
3. 北極光
4. 冬至
5. 透視
6. 瑕疵
7. 回家

Act 1
1. 婦女新知
2. 婦女新知2021

過場
婦女新知電視節目 + Dancers跳Aerobic （和音唱最高分數）
Act 2
1. 色情男女
2. 冷雨
3. 陰天
4. 初戀
5. 洗澡歌
6. 頭號粉絲

Act 3
1. 慢慢喜歡你
2. 戀一世的愛（半首）
3. 愛情
4. 當你老了
5. 忽然之間

Act 4
1. 這等待眼睛
2. The Way You Make Me Feel
3. 絕
4. 潮濕

Act 5
1. 因一個人而流出一滴淚
2. 他不愛我
3. 那麼愛你為什麼
4. 愛
5. 如果沒有你
6. 廣島之戀

Act 6
1. 一生所愛
2. 陸小鳳

Act 7
1. DIVA
2. 幻聽
3. 扇子舞

安可
1. 呼吸有害
2. 我愛你 + 零時十分 + 追憶 + 最愛是誰 + 分分鐘需要你（與 林子祥 合唱）
3. 北極光
4. 冬至
5. 透視
6. 瑕疵
7. 回家

Act 1
1. 婦女新知
2. 婦女新知2021

過場
婦女新知電視節目 + Dancers跳Aerobic （和音唱最高分數）
Act 2
1. 色情男女
2. 冷雨
3. 陰天
4. 初戀
5. 洗澡歌
6. 頭號粉絲

Act 3
1. 慢慢喜歡你
2. 戀一世的愛（半首）
3. 愛情
4. 當你老了
5. 回首 + 原來......沒可能（與 李克勤 合唱）
6. 忽然之間

Act 4
1. 這等待眼睛
2. The Way You Make Me Feel
3. 絕
4. 潮濕

Act 5
1. 因一個人而流出一滴淚
2. 他不愛我
3. 那麼愛你為什麼
4. 愛
5. 如果沒有你
6. 廣島之戀

Act 6
1. 一生所愛
2. 陸小鳳

Act 7
1. DIVA
2. 幻聽
3. 扇子舞

安可
1. 呼吸有害
2. 望月 （與 張學友 合唱）
3. Medley: 祇想一生跟你走 + 你的名字我的姓氏 + 離開以後 + 還是覺得你最好 + 每天愛你多一些 （與 張學友 合唱）
4. 北極光
5. 冬至
6. 透視
7. 瑕疵
8. Hey! 如果
9. 再生 (Johannes鋼琴伴奏)
10. 浮砂
11. 太多太多
12. 誰是我的
13. 回家

## 音樂錄像
| 場次                             | 歌名                     | 首發日期       | 平台    | 觀看次數 | 連結                        |
| -------------------------------- | ------------------------ | -------------- | ------- | -------- | --------------------------- |
| 重慶場                           | 半生緣（我們在這裡相遇） | 2018年11月28日 | Youtube | 21.7 萬  | 連結 （页面存档备份，存于） |
| 台北場                           | 心領神會+偉大的渺小      | 2019年2月18日  | Youtube | 9.4萬    | 連結 （页面存档备份，存于） |
| 最近更新于：2019年12月9日 19：26 |                          |                |         |          |                             |

## 獎項
- 音樂先鋒榜三十一載榮耀盛典：亞太最具影響力演唱會